# Bassus ruficeps
Bassus ruficeps är en stekelart som först beskrevs av Szepligeti 1905.  Bassus ruficeps ingår i släktet Bassus och familjen bracksteklar. Inga underarter finns listade.